# Адолф Менжу
Адолф Жан Менжу (на английски: Adolphe Jean Menjou) е американски актьор.

## Биография
Роден е на 18 февруари 1890 година в Питсбърг в семейство на французин и ирландка. Завършва инженерство в Университета „Корнел“, но започва да участва във водевилни представления, а малко след това и в киното. След военната си служба през Първата световна война подновява кариерата си в киното и става една от известните холивудски звезди с участия във филми, като „Парижанка“ („A Woman of Paris“, 1923), „Сбогом на оръжията“ („A Farewell to Arms“, 1932), „Роди се звезда“ („A Star Is Born“, 1937).
Адолф Менжу умира на 29 октомври 1963 г. в Бевърли Хилс.

## Избрана филмография
| Година | Филм                  | Оригинално заглавие      | Роля                      | Режисьор           |
| ------ | --------------------- | ------------------------ | ------------------------- | ------------------ |
| 1930   | Мароко                | Morocco                  | Мосю Ла Беси              | Йозеф фон Щернберг |
| 1937   | Роди се звезда        | A Star Is Born           | Оливър Найлс              | Уилям Уелман       |
| 1951   | Отвъд широката Мисури | Across the Wide Missouri | Пиер, френски трапер      | Уилям Уелман       |
| 1957   | Пътища на славата     | Paths of Glory           | Генерал-майор Жорж Брулар | Стенли Кубрик      |